# Okrug Hiiu
Okrug Hiiu (est. Hiiu maakond) ili kraće Hiiu jedan je od 15 estonskih okruga. Ovaj okrug zauzima drugi najveći estonski otok Hiiumaa, manji otok Kassari i nekoliko manjih otočića u zapadnom dijelu Estonije. 
U okrugu živi 10.097 ljudi što čini tek 0,8% ukupnog stanovništva Estonije (siječanj 2009.)
Glavni grad okruga je jedina urbana općina Kärdla. Postoje još 4 ruralne općine: Emmaste, Kõrgessaare, Käina i Pühalepa.

## Vanjske poveznice
- Službene stranice okruga  Arhivirana inačica izvorne stranice od 30. travnja 2006. (Wayback Machine) – (na estonskom)
- Hiiumaa portal